# أوكساميثاسين
أوكساميتاسين (بالإنجليزية: Oxametacin)‏ أو أوكساميثاسين (بالإنجليزية: Oxamethacin)‏ هو دواء لاستيرويدي مضاد للالتهاب.

## الاستخدامات
يوصف الأوكساميثاسين لتخفيف الألم وتقليل الالتهاب لدى الأشخاص الذين يعانون من آلام في العضلات أو المفاصل. كما يوصى به في حالات هشاشة العظام والتهاب المفاصل الروماتويدي والتهاب الفقار القسطي ولتخفيف الآلام بعد العمليات الجراحية.